# Norges-la-Ville
Norges-la-Ville este o comună în departamentul Côte-d'Or, Franța. În anul 2009 avea o populație de 887 de locuitori.

## Evoluția populației
| An        | 1975 | 1982 | 1990 | 1999 | 2006 | 2009 |
| --------- | ---- | ---- | ---- | ---- | ---- | ---- |
| Populație | 424  | 554  | 605  | 839  | 918  | 887  |